# Michael van Gerwen
Michael van Gerwen (* 25. dubna 1989 Boxtel) je nizozemský profesionální hráč šipek. Třikrát ovládl mistrovství světa v šipkách pořádané organizací PDC. Od roku 2014 do mistrovství světa 2021 byl nepřetržitě šipkařskou světovou jedničkou. Do světové špičky patří už přes 10 let a je označován za jednoho z nejlepších hráčů v historii.

## Osobní život
Michael van Gerwen se narodil v Boxtelu v Nizozemsku. Jako dítě se chtěl stát úspěšným fotbalistou a do 12 let byl fotbalovým obráncem, jeho výsledky ho ale neuspokojovaly a navíc neměl rád hraní v chladných podmínkách. Když přišla zima a Michael neměl nic jiného na práci, začal s dalšími dvěma kamarády doma pravidelně hrát šipky. Poté jeho otec zorganizoval malý turnaj, kde Michael skončil třetí a vyhrál malou trofej. Následně začal trénovat denně a vyhrávat první velké turnaje. Než se ale stal profesionálním hráčem šipek, pracoval také jako pokrývač.
V srpnu roku 2014 se po sedmileté známosti oženil se svou přítelkyní Daphne Goversovou, v srpnu roku 2017 se jim narodila dcera Zoe. Na začátku dubna 2020 se stali rodiči podruhé – narodil se jim syn Mike. V prosinci 2014 televizní kanál Sky Sports odvysílal dokument s názvem Mighty Mike, který mapoval Michaelovu cestu ke slávě včetně jeho osobního života. Je velkým fanouškem fotbalu a fandí nizozemskému PSV Eindhoven.

## Sportovní kariéra
Ve 14 letech se probojoval do finále turnaje Primus Masters Youth, v 15 letech již řadu juniorských turnajů vyhrál, například German Open, German Gold Cup, Norway Open, Northern Ireland Open, Swedish Open nebo Dutch National Youth Championship. Poté začal hrát turnaje pořádané organizací BDO a v roce 2006 přišel jeho první velký úspěch, kdy jako nejmladší hráč v historii ovládl World Masters. O rok později se stal členem organizace PDC a v témže roce, v 17 letech a 298 dnech, se stal nejmladším hráčem v historii, kterému se podařilo v televizním zápase uzavřít kolo devíti šipkami. V dalších letech byly ale jeho výkony nestabilní, a to až do roku 2012, kdy se během 12 měsíců z 38. místa na žebříčku vyšplhal na 4. místo. V roce 2013 také ovládl svůj první turnaj World Grand Prix PDC a probojoval se do finále mistrovství světa. O rok později jej již vyhrál a stal se tak ve 24 letech nejmladším mistrem světa v historii.
Po nevydařeném roce 2020, kdy vyhrál jen 2 Major turnaje, byl po 7 letech sesazen z pozice světové jedničky Gerwynem Pricem.

## Výsledky na mistrovství světa

### BDO
- 2007: První kolo (porazil ho Gary Robson 2–3)

### PDC

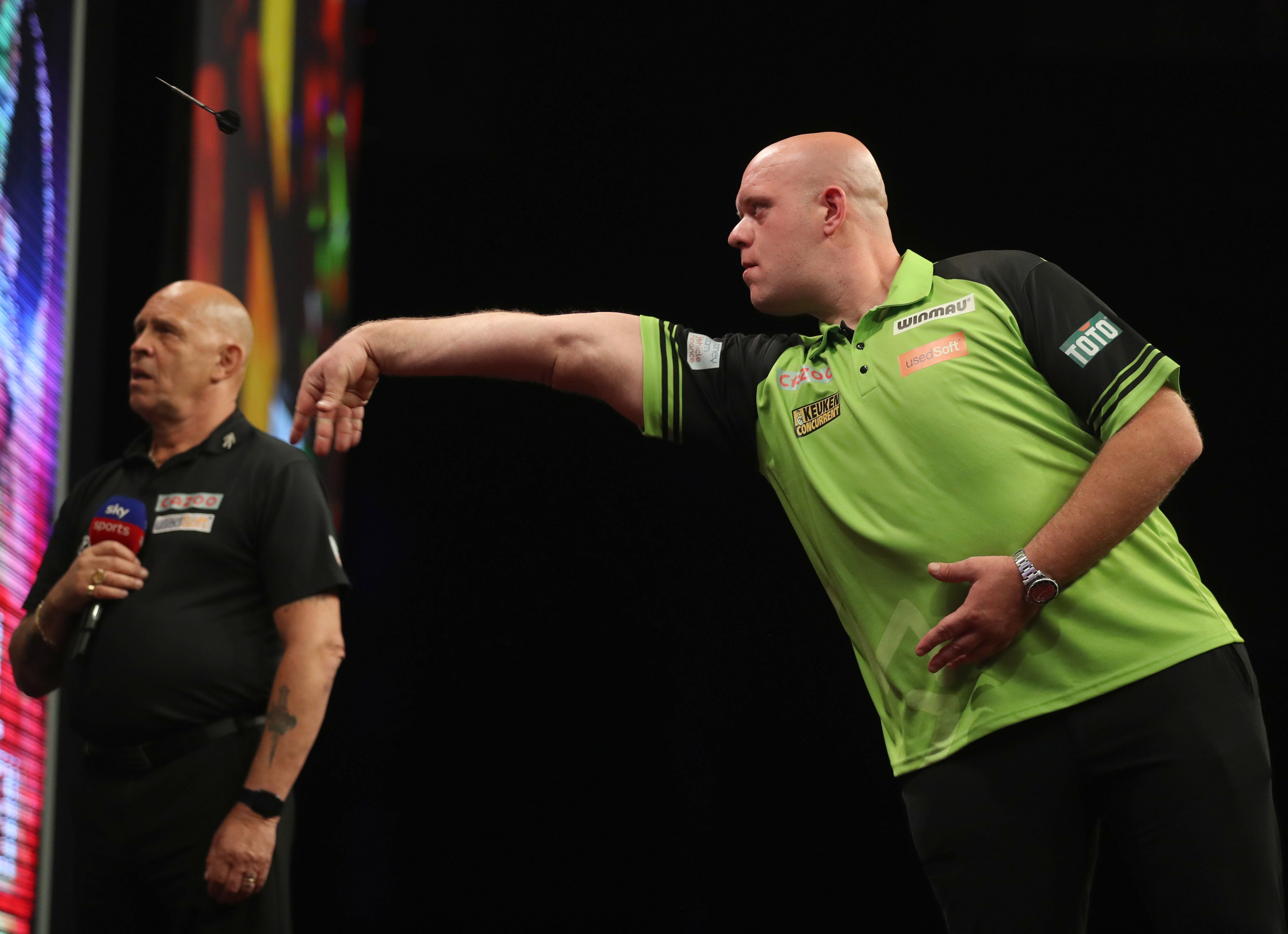
Michael van Gerwen (2022)

- 2008: První kolo (porazil ho Phil Taylor 2–3)
- 2009: Druhé kolo (porazil ho Phil Taylor 0–4)
- 2010: Druhé kolo (porazil ho James Wade 2–4)
- 2011: První kolo (porazil ho Mensur Suljović 1–3)
- 2012: Třetí kolo (porazil ho Simon Whitlock 3–4)
- 2013: Finalista (porazil ho Phil Taylor 4–7)
- 2014: Vítěz (porazil Petera Wrighta 7–4)
- 2015: Semifinále (porazil ho Gary Anderson 3–6)
- 2016: Třetí kolo (porazil ho Raymond van Barneveld 3–4)
- 2017: Vítěz (porazil Garyho Andersona 7–3)
- 2018: Semifinále (porazil ho Rob Cross 5–6)
- 2019: Vítěz (porazil Michaela Smithe 7–3)
- 2020: Finalista (porazil ho Peter Wright 3–7)
- 2021: Čtvrtfinále (porazil ho Dave Chisnall 0–5)
- 2022: Třetí kolo (odstoupil po pozitivním testu na covid-19)
- 2023: Finalista (porazil ho Michael Smith 4–7)
- 2024: Čtvrtfinále (porazil ho Scott Williams 3–5)
- 2025: Finalista (porazil ho Luke Littler 3–7)

## Finálové zápasy

### Major turnaje BDO: 1 (1 titul)
| Výsledek | No. | Rok  | Turnaj               | Soupeř       | Skóre   |
| -------- | --- | ---- | -------------------- | ------------ | ------- |
| Vítěz    | 1.  | 2006 | Winmau World Masters | Martin Adams | 7–5 (s) |

### Major turnaje PDC: 64 (47 titulů)
| Legenda                            |
| ---------------------------------- |
| Mistrovství světa (3–4)            |
| World Matchplay (3–2)              |
| World Grand Prix (6–1)             |
| Grand Slam (3–1)                   |
| Premier League (7–2)               |
| UK Open (3–1)                      |
| The Masters (5–1)                  |
| Champions League of Darts (1–1)    |
| Mistrovství Evropy (4–1)           |
| Players Championship Finals (7–2)  |
| Championship League (0–1)          |
| World Series of Darts Finals (5–0) |

| Výsledek  | No.  | Rok  | Turnaj                           | Soupeř                | Skóre     |
| --------- | ---- | ---- | -------------------------------- | --------------------- | --------- |
| Vítěz     | 1.   | 2012 | World Grand Prix (1)             | Mervyn King           | 6–4 (s)   |
| Finalista | 1.   | 2012 | Grand Slam of Darts              | Raymond van Barneveld | 14–16 (l) |
| Finalista | 2.   | 2013 | Mistrovství světa (1)            | Phil Taylor           | 4–7 (s)   |
| Vítěz     | 2.   | 2013 | Premier League (1)               | Phil Taylor           | 10–8 (l)  |
| Runner-up | 3.   | 2013 | Championship League              | Phil Taylor           | 3–6 (l)   |
| Vítěz     | 3.   | 2013 | Players Championship Finals (1)  | Phil Taylor           | 11–7 (l)  |
| Vítěz     | 4.   | 2014 | Mistrovství světa (1)            | Peter Wright          | 7–4 (s)   |
| Finalista | 4.   | 2014 | Premier League (1)               | Raymond van Barneveld | 6–10 (l)  |
| Finalista | 5.   | 2014 | World Matchplay (1)              | Phil Taylor           | 9–18 (l)  |
| Vítěz     | 5.   | 2014 | World Grand Prix (2)             | James Wade            | 5–3 (s)   |
| Vítěz     | 6.   | 2014 | Mistrovství Evropy (1)           | Terry Jenkins         | 11–4 (l)  |
| Vítěz     | 7.   | 2015 | The Masters (1)                  | Raymond van Barneveld | 11–6 (l)  |
| Vítěz     | 8.   | 2015 | UK Open (1)                      | Peter Wright          | 11–5 (l)  |
| Finalista | 6.   | 2015 | Premier League (2)               | Gary Anderson         | 7–11 (l)  |
| Vítěz     | 9.   | 2015 | World Matchplay (1)              | James Wade            | 18–12 (l) |
| Finalista | 7.   | 2015 | World Grand Prix                 | Robert Thornton       | 4–5 (s)   |
| Vítěz     | 10.  | 2015 | Mistrovství Evropy (2)           | Gary Anderson         | 11–10 (l) |
| Vítěz     | 11.  | 2015 | Grand Slam of Darts (1)          | Phil Taylor           | 16–13 (l) |
| Vítěz     | 12.  | 2015 | World Series of Darts Finals (1) | Peter Wright          | 11–10 (l) |
| Vítěz     | 13.  | 2015 | Players Championship Finals (2)  | Adrian Lewis          | 11–6 (l)  |
| Vítěz     | 14.  | 2016 | The Masters (2)                  | Dave Chisnall         | 11–6 (l)  |
| Vítěz     | 15.  | 2016 | UK Open (2)                      | Peter Wright          | 11–4 (l)  |
| Vítěz     | 16.  | 2016 | Premier League (2)               | Phil Taylor           | 11–3 (l)  |
| Vítěz     | 17.  | 2016 | World Matchplay (2)              | Phil Taylor           | 18–10 (l) |
| Finalista | 8.   | 2016 | Champions League of Darts        | Phil Taylor           | 5–11 (l)  |
| Vítěz     | 18.  | 2016 | World Grand Prix (3)             | Gary Anderson         | 5–2 (s)   |
| Vítěz     | 19.  | 2016 | Mistrovství Evropy (3)           | Mensur Suljović       | 11–1 (l)  |
| Vítěz     | 20.  | 2016 | Grand Slam of Darts (2)          | James Wade            | 16–8 (l)  |
| Vítěz     | 21.  | 2016 | World Series of Darts Finals (2) | Peter Wright          | 11–9 (l)  |
| Vítěz     | 22.  | 2016 | Players Championship Finals (3)  | Dave Chisnall         | 11–3 (l)  |
| Vítěz     | 23;. | 2017 | Mistrovství světa (2)            | Gary Anderson         | 7–3 (s)   |
| Vítěz     | 24.  | 2017 | The Masters (3)                  | Gary Anderson         | 11–7 (l)  |
| Vítěz     | 25.  | 2017 | Premier League (3)               | Peter Wright          | 11–10 (l) |
| Vítěz     | 26.  | 2017 | Mistrovství Evropy (4)           | Rob Cross             | 11–7 (l)  |
| Vítěz     | 27.  | 2017 | Grand Slam of Darts (3)          | Peter Wright          | 16–12 (l) |
| Vítěz     | 28.  | 2017 | World Series of Darts Finals (3) | Gary Anderson         | 11–6 (l)  |
| Vítěz     | 29.  | 2017 | Players Championship Finals (4)  | Jonny Clayton         | 11–2 (l)  |
| Vítěz     | 30.  | 2018 | The Masters (4)                  | Raymond van Barneveld | 11–9 (l)  |
| Vítěz     | 31.  | 2018 | Premier League (4)               | Michael Smith         | 11–4 (l)  |
| Vítěz     | 32.  | 2018 | World Grand Prix (4)             | Peter Wright          | 5–2 (s)   |
| Finalista | 9.   | 2018 | Players Championship Finals (1)  | Daryl Gurney          | 9–11 (l)  |
| Vítěz     | 33.  | 2019 | Mistrovství světa (3)            | Michael Smith         | 7–3 (s)   |
| Vítěz     | 34.  | 2019 | The Masters (5)                  | James Wade            | 11–5 (l)  |
| Vítěz     | 35.  | 2019 | Premier League (5)               | Rob Cross             | 11–5 (l)  |
| Vítěz     | 36.  | 2019 | World Grand Prix (5)             | Dave Chisnall         | 5–2 (s)   |
| Vítěz     | 37.  | 2019 | Champions League of Darts        | Peter Wright          | 11–10 (l) |
| Vítěz     | 38.  | 2019 | World Series of Darts Finals (4) | Danny Noppert         | 11–2 (l)  |
| Vítěz     | 39.  | 2019 | Players Championship Finals (5)  | Gerwyn Price          | 11–9 (l)  |
| Finalista | 10.  | 2020 | Mistrovství světa (2)            | Peter Wright          | 3–7 (s)   |
| Vítěz     | 40.  | 2020 | UK Open (3)                      | Gerwyn Price          | 11–9 (l)  |
| Vítěz     | 41.  | 2020 | Players Championship Finals (6)  | Mervyn King           | 11–10 (l) |
| Finalista | 11.  | 2021 | MIstrovství Evropy (1)           | Rob Cross             | 8–11 (l)  |
| Vítěz     | 42.  | 2022 | Premier League (6)               | Joe Cullen            | 11–10 (l) |
| Vítěz     | 43.  | 2022 | World Matchplay (3)              | Gerwyn Price          | 18–14 (l) |
| Vítěz     | 44.  | 2022 | World Grand Prix (6)             | Nathan Aspinall       | 5–3 (s)   |
| Vítěz     | 45.  | 2022 | Players Championship Finals (7)  | Rob Cross             | 11–6 (l)  |
| Finalista | 12.  | 2023 | Mistrovství světa (3)            | Michael Smith         | 4–7 (s)   |
| Finalista | 13.  | 2023 | UK Open (1)                      | Andrew Gilding        | 10–11 (l) |
| Vítěz     | 46.  | 2023 | Premier League (7)               | Gerwyn Price          | 11–5 (l)  |
| Vítěz     | 47.  | 2023 | World Series of Darts Finals (5) | Nathan Aspinall       | 11–4 (l)  |
| Finalista | 14.  | 2023 | Players Championship Finals (2)  | Luke Humphries        | 9–11 (l)  |
| Finalista | 15.  | 2024 | The Masters                      | Stephen Bunting       | 7–11 (l)  |
| Finalista | 16.  | 2024 | World Matchplay (2)              | Luke Humphries        | 15–18 (l) |
| Finalista | 17.  | 2025 | Mistrovství světa                | Luke Littler          | 3–7 (s)   |

### Světová série PDC: 25 (16 titulů)
| Legenda                      |
| ---------------------------- |
| World Series of Darts (16–9) |

| Výsledek  | No. | Rok  | Turnaj                    | Soupeř                | Skóre    |
| --------- | --- | ---- | ------------------------- | --------------------- | -------- |
| Vítěz     | 1.  | 2013 | Dubai Darts Masters       | Raymond van Barneveld | 11–7 (l) |
| Finalista | 1.  | 2013 | Sydney Darts Masters      | Phil Taylor           | 3–10 (l) |
| Vítěz     | 2.  | 2014 | Dubai Darts Masters       | Peter Wright          | 11–7 (l) |
| Finalista | 2.  | 2014 | Perth Darts Masters       | Phil Taylor           | 9–11 (l) |
| Vítěz     | 3.  | 2014 | Singapore Darts Masters   | Simon Whitlock        | 11–8 (l) |
| Vítěz     | 4.  | 2015 | Dubai Darts Masters       | Phil Taylor           | 11–8 (l) |
| Finalista | 3.  | 2016 | Dubai Darts Masters       | Gary Anderson         | 9–11 (l) |
| Vítěz     | 5.  | 2016 | Shanghai Darts Masters    | James Wade            | 8–3 (l)  |
| Finalista | 4.  | 2016 | Tokyo Darts Masters       | Gary Anderson         | 6–8 (l)  |
| Finalista | 5.  | 2016 | Sydney Darts Masters      | Phil Taylor           | 9–11 (l) |
| Vítěz     | 6.  | 2016 | Perth Darts Masters       | Dave Chisnall         | 11–4 (l) |
| Finalista | 6.  | 2017 | Dubai Darts Masters       | Gary Anderson         | 7–11 (l) |
| Vítěz     | 7.  | 2017 | Shanghai Darts Masters    | Dave Chisnall         | 8–0 (l)  |
| Vítěz     | 8.  | 2017 | US Darts Masters          | Daryl Gurney          | 8–6 (I)  |
| Vítěz     | 9.  | 2018 | Auckland Darts Masters    | Raymond van Barneveld | 11–4 (l) |
| Finalista | 7.  | 2018 | Brisbane Darts Masters    | Rob Cross             | 6–11 (l) |
| Vítěz     | 10. | 2019 | Melbourne Darts Masters   | Daryl Gurney          | 8–3 (l)  |
| Vítěz     | 11. | 2019 | New Zealand Darts Masters | Raymond van Barneveld | 8–1 (l)  |
| Vítěz     | 12. | 2021 | Nordic Darts Masters      | Fallon Sherrocková    | 11–7 (l) |
| Finalista | 8.  | 2022 | US Darts Masters          | Michael Smith         | 4–8 (l)  |
| Vítěz     | 13. | 2022 | Queensland Darts Masters  | Gerwyn Price          | 8–5 (l)  |
| Vítěz     | 14. | 2023 | US Darts Masters          | Jeff Smith            | 8–0 (l)  |
| Vítěz     | 15. | 2023 | Poland Darts Masters      | Dimitri Van den Bergh | 8–3 (l)  |
| Finalista | 9.  | 2024 | Bahrain Darts Masters     | Luke Littler          | 5–8 (l)  |
| Vítěz     | 16. | 2024 | Dutch Darts Masters       | Luke Littler          | 8–6 (l)  |

### Týmové turnaje PDC: 4 (3 tituly)
| Výsledek  | No. | Rok  | Turnaj             | Tým        | Spoluhráč             | Soupeři                                | Skóre   |
| --------- | --- | ---- | ------------------ | ---------- | --------------------- | -------------------------------------- | ------- |
| Vítěz     | 1.  | 2014 | World Cup of Darts | Nizozemsko | Raymond van Barneveld | Anglie – Phil Taylor a Adrian Lewis    | 3–0 (z) |
| Finalista | 1.  | 2016 | World Cup of Darts | Nizozemsko | Raymond van Barneveld | Anglie – Phil Taylor a Adrian Lewis    | 2–3 (z) |
| Vítěz     | 2.  | 2017 | World Cup of Darts | Nizozemsko | Raymond van Barneveld | Wales – Gerwyn Price a Mark Webster    | 3–1 (z) |
| Vítěz     | 3.  | 2018 | World Cup of Darts | Nizozemsko | Raymond van Barneveld | Skotsko – Gary Anderson a Peter Wright | 3–1 (z) |

## Výsledky na turnajích

### BDO
| Turnaj                     | 2005 | 2006 | 2007 |
| -------------------------- | ---- | ---- | ---- |
| Mistrovství světa          | DNP  | DNP  | 1R   |
| World Masters              | 2R   | W    | DNP  |
| International Darts League | DNP  | QF   | RR   |
| World Darts Trophy         | DNP  | SF   | 3R   |
| Masters of Darts           | DNP  | NH   | SF   |

### PDC
| Turnaj                          | 2007           | 2008           | 2009           | 2010           | 2011           | 2012           | 2013        | 2014        | 2015        | 2016        | 2017        | 2018        | 2019        | 2020        | 2021        | 2022        | 2023        | 2024        | 2025        |
| ------------------------------- | -------------- | -------------- | -------------- | -------------- | -------------- | -------------- | ----------- | ----------- | ----------- | ----------- | ----------- | ----------- | ----------- | ----------- | ----------- | ----------- | ----------- | ----------- | ----------- |
| Hodnocené televizní turnaje     |                |                |                |                |                |                |             |             |             |             |             |             |             |             |             |             |             |             |             |
| Mistrovství světa               | DNP            | 1R             | 2R             | 2R             | 1R             | 3R             | F           | W           | SF          | 3R          | W           | SF          | W           | F           | QF          | 3R          | F           | QF          | F           |
| World Masters                   | Nekonalo se    | Nekonalo se    | Nekonalo se    | Nekonalo se    | Nekonalo se    | Nekonalo se    | QF          | SF          | W           | W           | W           | W           | W           | 1R          | 2R          | QF          | QF          | F           | 2R          |
| UK Open                         | 5R             | 3R             | 3R             | 3R             | 4R             | 5R             | QF          | SF          | W           | W           | DNP         | 3R          | 4R          | W           | SF          | 5R          | F           | 4R          | 5R          |
| World Matchplay                 | 2R             | 2R             | 1R             | DNQ            | DNQ            | QF             | SF          | F           | W           | W           | QF          | 1R          | 2R          | 2R          | SF          | W           | 1R          | F           |             |
| World Grand Prix                | DNQ            | DNQ            | 1R             | DNQ            | DNQ            | W              | QF          | W           | F           | W           | 1R          | W           | W           | QF          | 1R          | W           | 2R          | 1R          |             |
| Mistrovství Evropy              | NH             | DNQ            | 2R             | 2R             | 1R             | 2R             | SF          | W           | W           | W           | W           | 2R          | 1R          | 2R          | F           | 1R          | QF          | 2R          |             |
| Grand Slam of Darts             | RR             | RR             | DNQ            | RR             | 2R             | F              | 2R          | QF          | W           | W           | W           | SF          | SF          | QF          | QF          | QF          | 2R          | RR          |             |
| Players Championship Finals     | NH             | NH             | 1R             | 2R             | 1R             | 2R             | W           | 2R          | W           | W           | W           | F           | W           | W           | QF          | W           | F           | 1R          |             |
| Nehodnocené televizní turnaje   |                |                |                |                |                |                |             |             |             |             |             |             |             |             |             |             |             |             |             |
| Premier League Darts            | Nezúčastnil se | Nezúčastnil se | Nezúčastnil se | Nezúčastnil se | Nezúčastnil se | Nezúčastnil se | W           | F           | F           | W           | W           | W           | W           | 6.          | SF          | W           | W           | SF          | 5.          |
| World Cup of Darts              | Nekonalo se    | Nekonalo se    | Nekonalo se    | DNQ            | NH             | DNQ            | 2R          | W           | SF          | F           | W           | W           | SF          | QF          | QF          | DNP         | DNP         | 2R          |             |
| World Series of Darts Finals    | Nekonalo se    | Nekonalo se    | Nekonalo se    | Nekonalo se    | Nekonalo se    | Nekonalo se    | Nekonalo se | Nekonalo se | W           | W           | W           | QF          | W           | 2R          | SF          | QF          | W           | SF          |             |
| Bývalé televizní turnaje        |                |                |                |                |                |                |             |             |             |             |             |             |             |             |             |             |             |             |             |
| Champions League of Darts       | Nekonalo se    | Nekonalo se    | Nekonalo se    | Nekonalo se    | Nekonalo se    | Nekonalo se    | Nekonalo se | Nekonalo se | Nekonalo se | F           | RR          | SF          | W           | Nekonalo se | Nekonalo se | Nekonalo se | Nekonalo se | Nekonalo se | Nekonalo se |
| Championship League Darts       | NH             | DNQ            | RR             | RR             | DNQ            | RR             | F           | Nekonalo se | Nekonalo se | Nekonalo se | Nekonalo se | Nekonalo se | Nekonalo se | Nekonalo se | Nekonalo se | Nekonalo se | Nekonalo se | Nekonalo se | Nekonalo se |
| US Open                         | 4R             | 3R             | DNP            | DNP            | Nekonalo se    | Nekonalo se    | Nekonalo se | Nekonalo se | Nekonalo se | Nekonalo se | Nekonalo se | Nekonalo se | Nekonalo se | Nekonalo se | Nekonalo se | Nekonalo se | Nekonalo se | Nekonalo se | Nekonalo se |
| Statistika                      |                |                |                |                |                |                |             |             |             |             |             |             |             |             |             |             |             |             |             |
| Pořadí v žebříčku na konci roku | 34             | 30             | 29             | 31             | 40             | 5              | 2           | 1           | 1           | 1           | 1           | 1           | 1           | 1           | 3           | 3           | 2           | 3           |             |

| Legenda | Legenda | Legenda | Legenda        | Legenda | Legenda           | Legenda | Legenda     | Legenda | Legenda |
| ------- | ------- | ------- | -------------- | ------- | ----------------- | ------- | ----------- | ------- | ------- |
| #R      | kolo    | QF      | čtvrtfinále    | SF      | semifinále        | F       | finalista   | W       | vítěz   |
| RR      | skupina | DNP     | nezúčastnil se | DNQ     | nekvalifikoval se | NH      | nekonalo se | C       | zrušeno |

## Zakončení devíti šipkami
Michael van Gerwen se stal v roce ve věku 17 let v 2007 nejmladším hráčem, kterému se podařilo před televizními kamerami zavřít na devět šipek a prvním, který tak neučinil obvyklým závěrem 141, který běžně následuje po dvou maximálních náhozech.
Seznam televizních zakončení legů devítkou, tedy nejnižším možným množstvím šipek.
| Datum             | Soupeř                | Turnaj                      | Metoda                               | Odměna   |
| ----------------- | --------------------- | --------------------------- | ------------------------------------ | -------- |
| 17. únor 2007     | Raymond van Barneveld | Masters of Darts            | T20, 2 × T19; 3 × T20; T20, T17, D18 | 10 000 € |
| 25. červenec 2012 | Steve Beaton          | World Matchplay             | 3 × T20; 3 × T20; T20, T19, D12      | 2 500 £  |
| 30. prosinec 2012 | James Wade            | Mistrovství světa           | 3 × T20; 2 × T20, T19; 2 × T20, D12  | 7 500 £  |
| 26. říjen 2014    | Raymond van Barneveld | Mistrovství Evropy          | 2 × T20, T19; 3 × T20; 2 × T20, D12  | 5 000 £  |
| 5. březen 2016    | Rob Cross             | UK Open                     | 3 × T20; 3 × T20; T20, T19, D12      | 10 000 £ |
| 23. listopad 2019 | Adrian Lewis          | Players Championship Finals | 3 × T20; 2 × T20, T19; 2 × T20, D12  | N/A      |
| 8. březen 2020    | Daryl Gurney          | UK Open                     | 3 × T20; 3 × T20; T20, T19, D12      | N/A      |
| 27. listopad 2022 | Rob Cross             | Players Championship Finals | 2 × T20, T19; 3 × T20; 2 × T20, D12  | N/A      |
| 17. září 2023     | Luke Humphries        | World Series Finals         | T20, 2 × T19; 3 × T20; T20, T17, D18 | N/A      |
| 26. listopad 2023 | Luke Humphries        | Players Championship Finals | 3 × T20; 3 × T20; T20, T19, D12      | N/A      |